# Art papou
L’appellation art papou regroupe tout à la fois les productions traditionnelles (passées et présentes) que les productions contemporaines de l'aire papoue (soit l'ensemble des îles de Nouvelle-Guinée, de Nouvelle-Irlande, Nouvelle-Bretagne et les dépendances insulaires de cet ensemble - îles d'Entrecasteaux, îles Trobriand pour ne citer que les plus célèbres archipels de la zone). L'art des peuples papous entre dans l'art océanien.
Ses productions les plus connus émanent du grand fleuve Sepik artère principale de communication dans cette île à la géographie hostile (marais et hautes montagnes) et du peuple asmat, redoutables chasseurs de têtes dont le lieu de vie et les coutumes influencent l'imaginaire occidentale du Sauvage cannibale.
En s'appuyant sur le spécialiste J. Guiart, il est possible de distinguer 11 aires artistiques différentes : la Nouvelle-Irlande, les collines Maprik, l'aire Washkuk, le fleuve Yuat, le Moyen-Sepik, le Golfe de Papouasie, la côte asmat, la Baie de Geelvink, la Nouvelle-Bretagne, le Golfe de Huon et l'aire massim.
Le bois est le support principal de l'art papou. Le métal, sauf exception, n'est pas connu avant les contacts européens aussi la taille du bois pour les rares pièces les plus anciennes peut sembler fruste. Néanmoins l'utilisation d'un matériau aussi éphémère du fait du climat limite la prospection archéologique et esthétique. La pierre est quelquefois employée et l’œuvre la plus ancienne connue en art papoue est justement une statue d'usage et de signification inconnus en pierre, conservée aujourd'hui à la National Gallery of Australia à Canberra. L'argile, dans certaines parties de la Nouvelle-Guinée, est un dernier support d'importance.
À ces œuvres plastiques, il faut ajouter un art corporel rituel de la scarification et du <<piercing>> et bien entendu le chant et la danse.

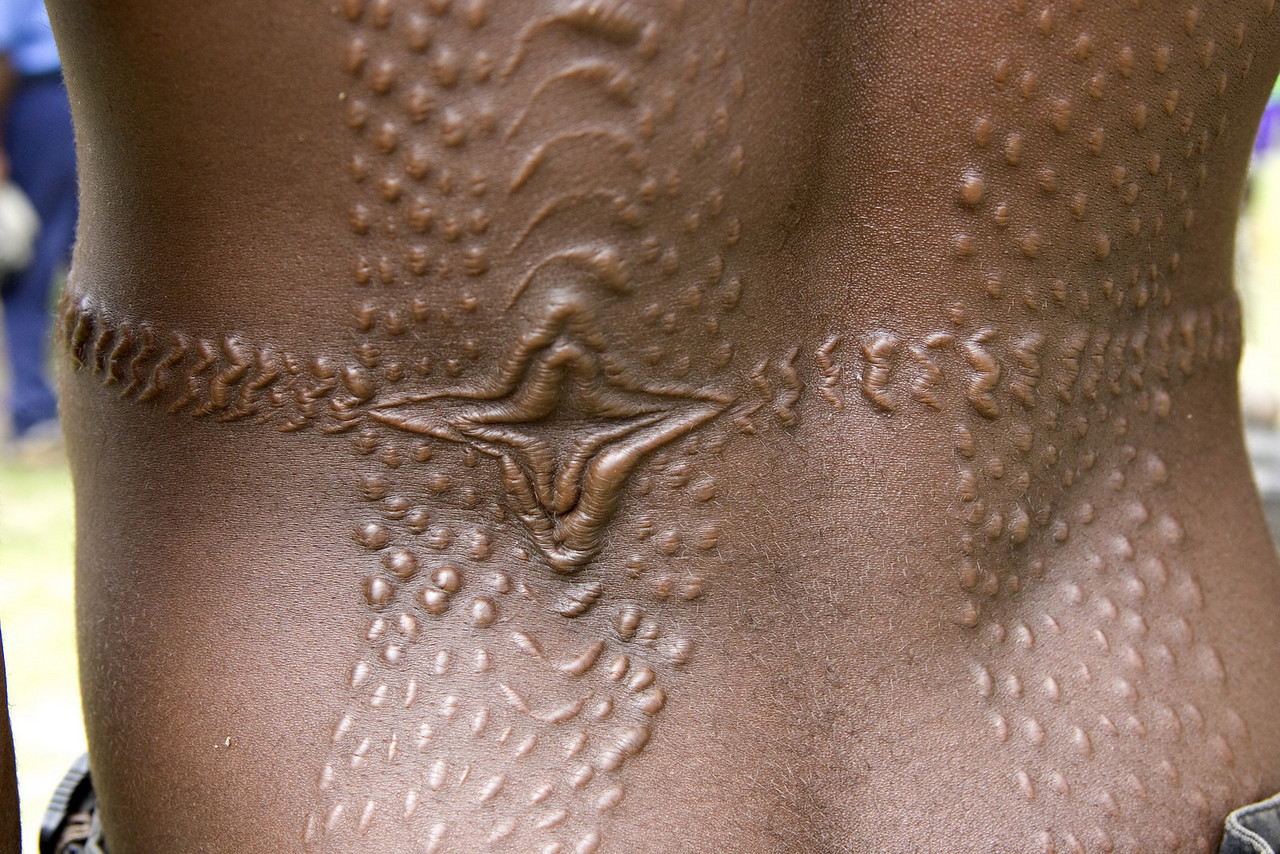
Scarification rituelle imitant le crocodile scarification (Sepik)
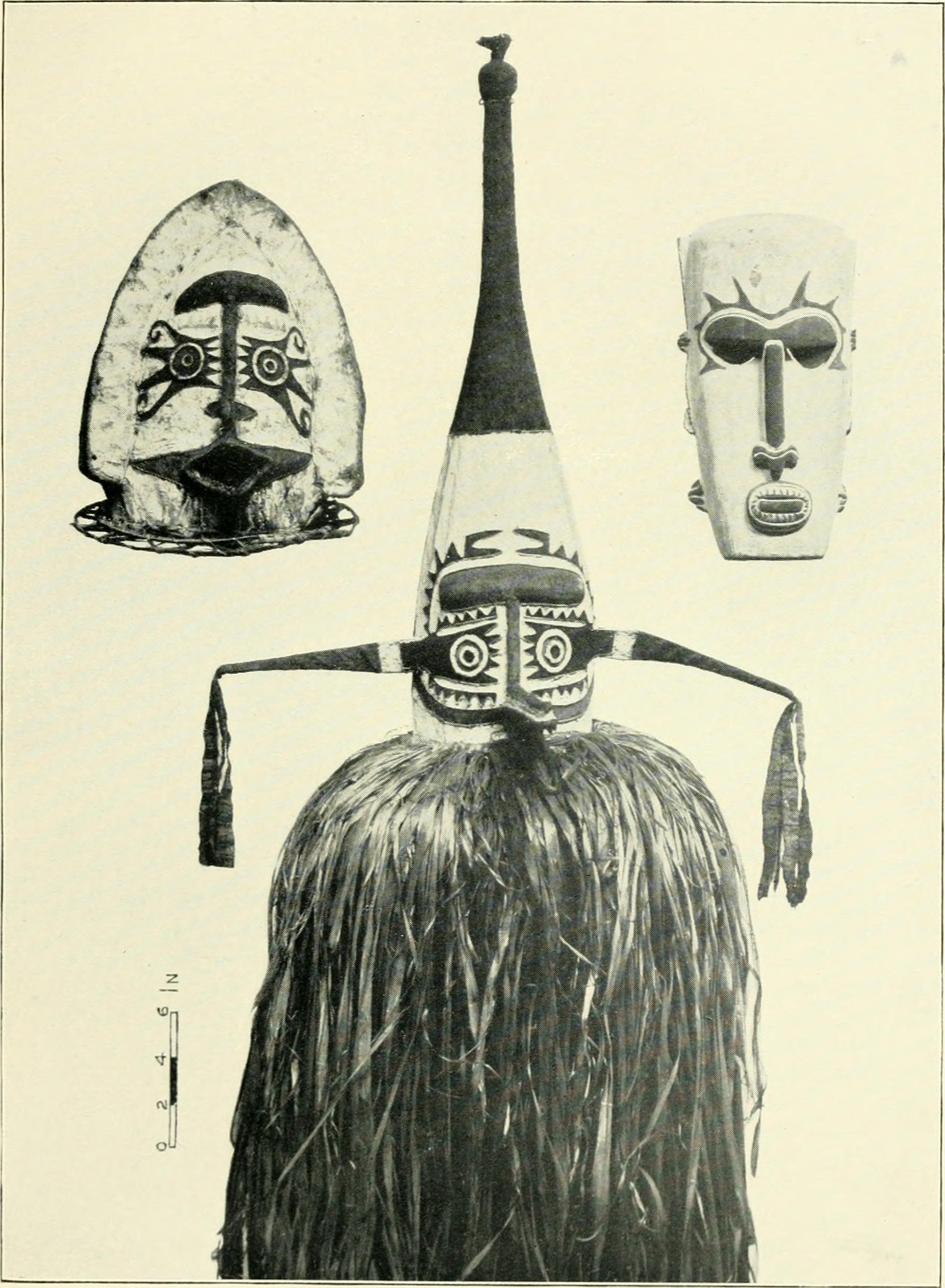
Tenue Duk-Duk (en)
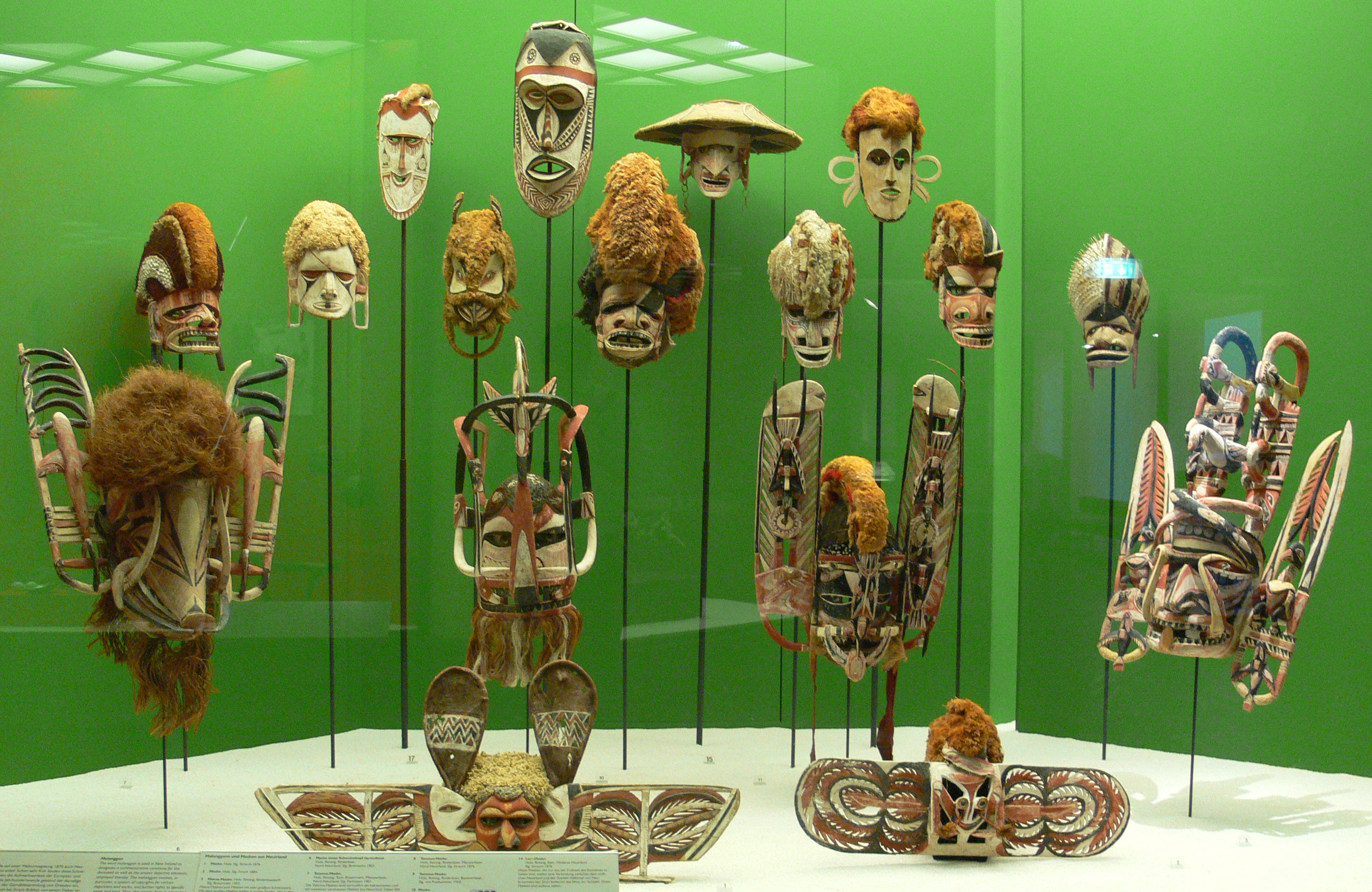
Masques Mala(ng)gan, Nouvelle-Irlande

Le bois constitue le support principal de l'expression artistique plastique, dans une moindre mesure la pierre et l'argile sont aussi employées? L'inspiration est tout à la fois naturaliste et géométrique. Les représentations anthropomorphes ne manquent pas. La sculpture est l'art majeur en Papouasie. Il existe aussi un art dynamique du dessin et de la couleur en général, qui s'exprime aussi bien entendu dans la sculpture mais aussi dans l'art textile et l'architecture. Pour les productions contemporaines, cet art du dessin et de la couleur a trouvé toute sa place dans ce que nous appelons en Occident la peinture au sens le plus classique et le plus stable du terme. Il s'agit avant tout d'une peinture figurative.

## La Nouvelle-Irlande
L'art occidental du XXe doit beaucoup à cette aire artistique. Cubistes et surréalistes y ont trouvé des inspirations sans fin, le prouve le poème "Uli" d'André Breton consacré à la statue éponyme. L'art du dessin est une expression majeure de l'île grâce auquel l'artiste montre toute son habileté. Adresse que vient aussi renforcer la grande maîtrise de la couleur que ce soit sur des surfaces planes (éléments d'architecture) ou sur des sculptures (notamment les fameux masques de deuil malanggan. Outre la couleur, les artistes de Nouvelle-Irlande sont passés maître dans l'usage de la chaux comme rehausseur dans l'ornementation.

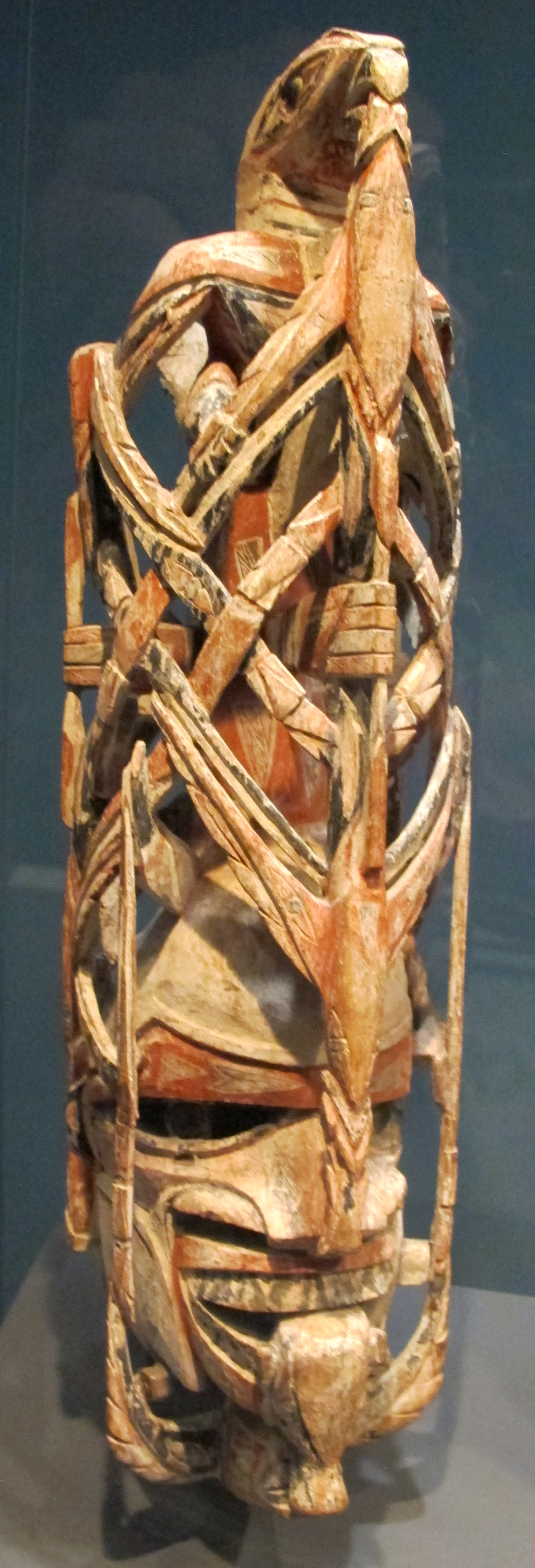
Masque malanggan (Nouvelle-Irlande) - masque matua

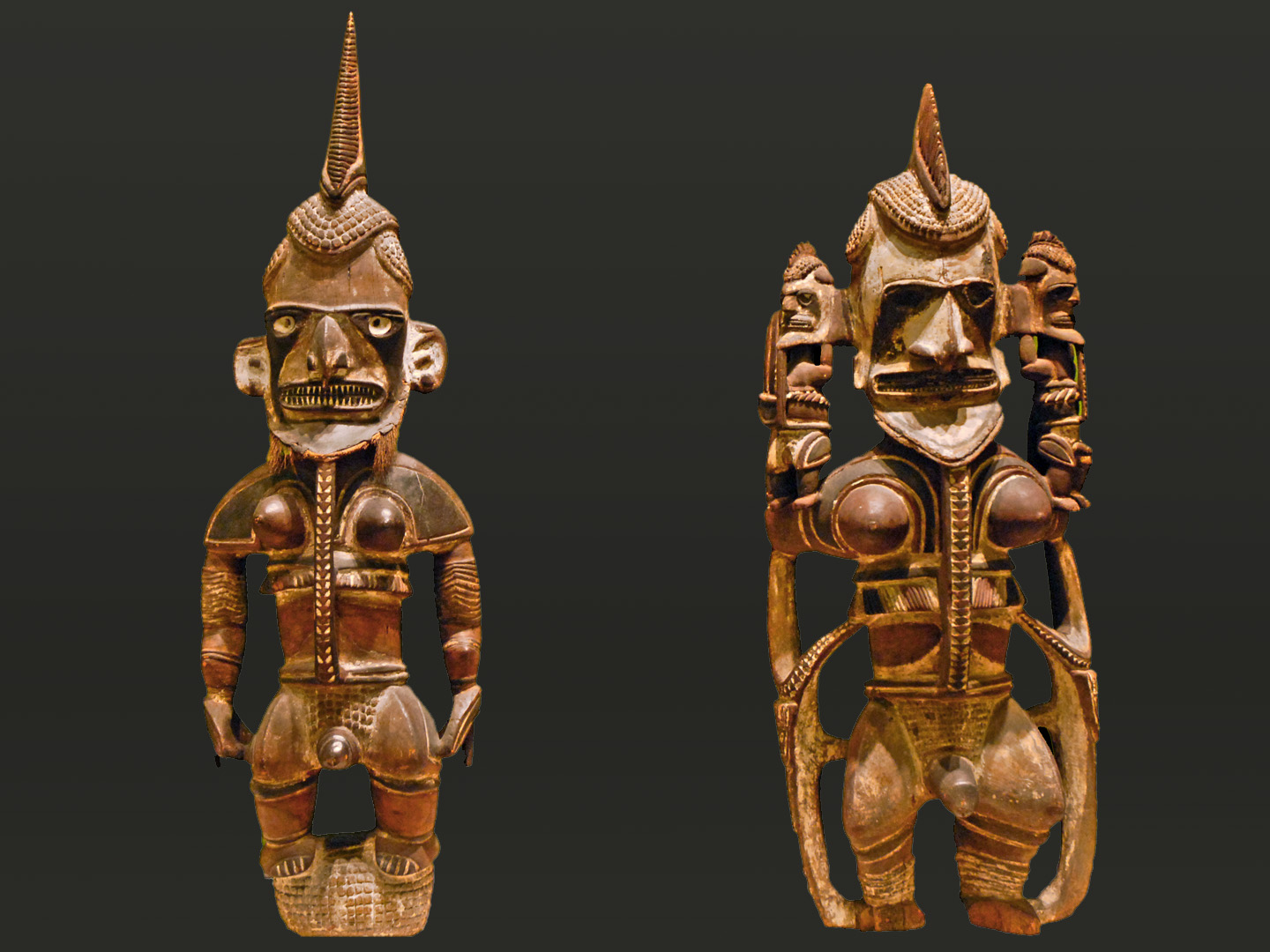
Statues Uli (Nouvelle-Irlande)

## Les collines Maprik
Très liée à l'aire précédente, l'aire des collines Maprik (région montagneuse des monts du Prince-Alexandre) possède aussi un art du décor coloré très abouti. Cet art du dessin en couleur s'exprime surtout sur de grandes plaques avec une construction opposant des aplats et des zones très finement hachurées. La sculpture a ceci de surprenant que la figuration abstraite peut s'associer à une figuration hyper réaliste, notamment sur le détail du phallus (objet à forte signification symbolique et spirituelle). La représentation féminine est souvent celle de la parturiente.
Outre le travail du bois, la sculpture s'exprime aussi dans la vannerie. Des masques cérémoniaux en rotin ou fougères grimpantes développent tout un bestiaire hybride entre l'humain et l'oiseau.
Enfin dans la région basse des collines Maprik, province jouxtant le fleuve Sepik, la sculpture des crochets démontre un style intermédiaire avec l'aire du Moyen Sepik.

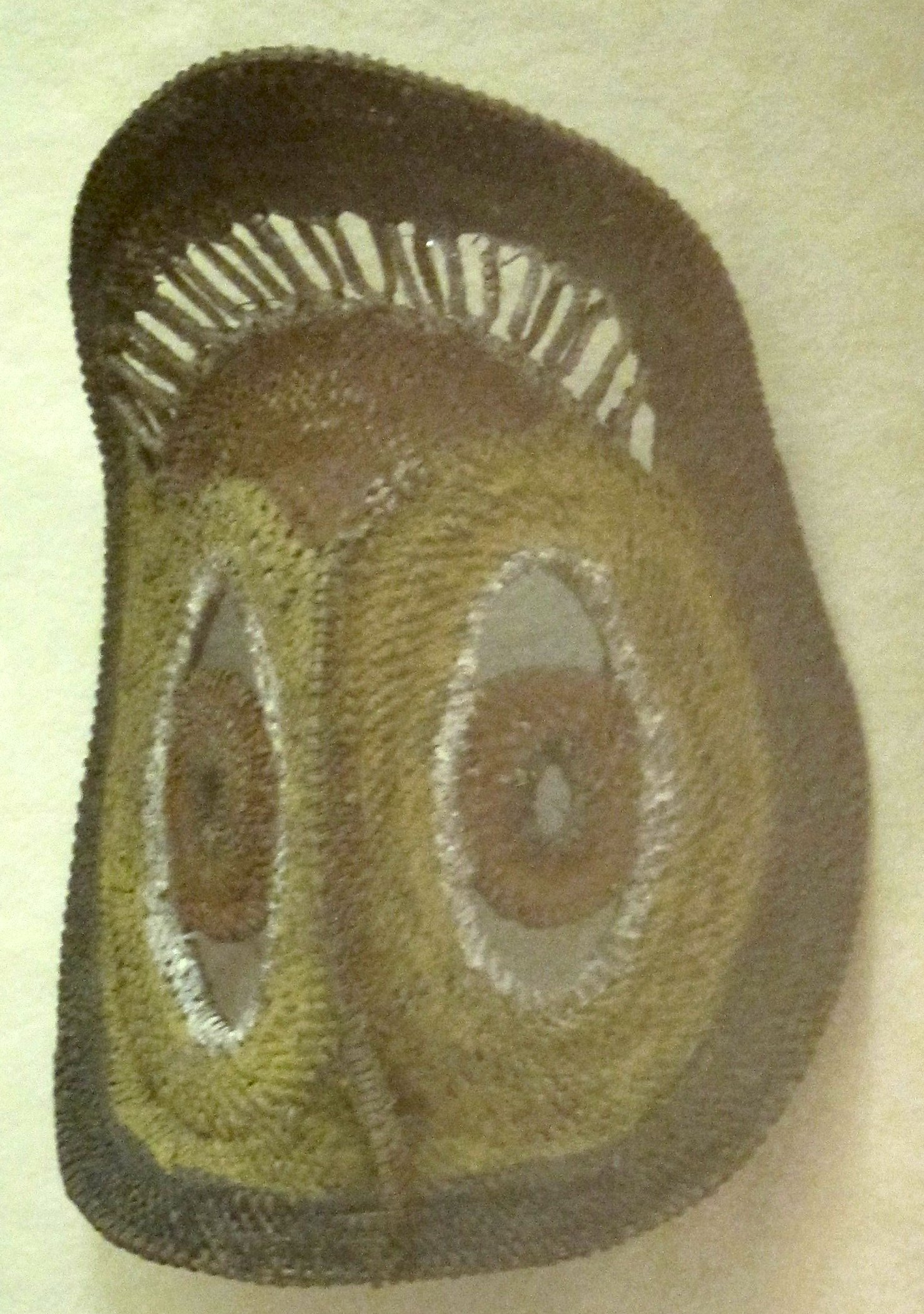
Masque à igname (Maprik)

## L'aire Washkuk
L'aire Washkuk ou Kwoma regroupe la région d'Ambunti. Cette aire stylistique est connue pour sa statuaire particulière. Souvent figurations humaines, elle ne peut être vue que dans sa bidimensionnalité : pleines d'éléments pédonculés, les statues kwoma cherchent à accorcher la lumière et à projeter l'ombre comme partie intégrante de l'œuvre. Cas rare dans l'appréciation esthétique de la statuaire et dont l'origine pourrait être la lumière émise par le foyer toujours placé au ras du sol et donc projetant verticalement et non horizontalement la lumière.
L'aire Washkuk est le lieu d'un art mineur en argile.

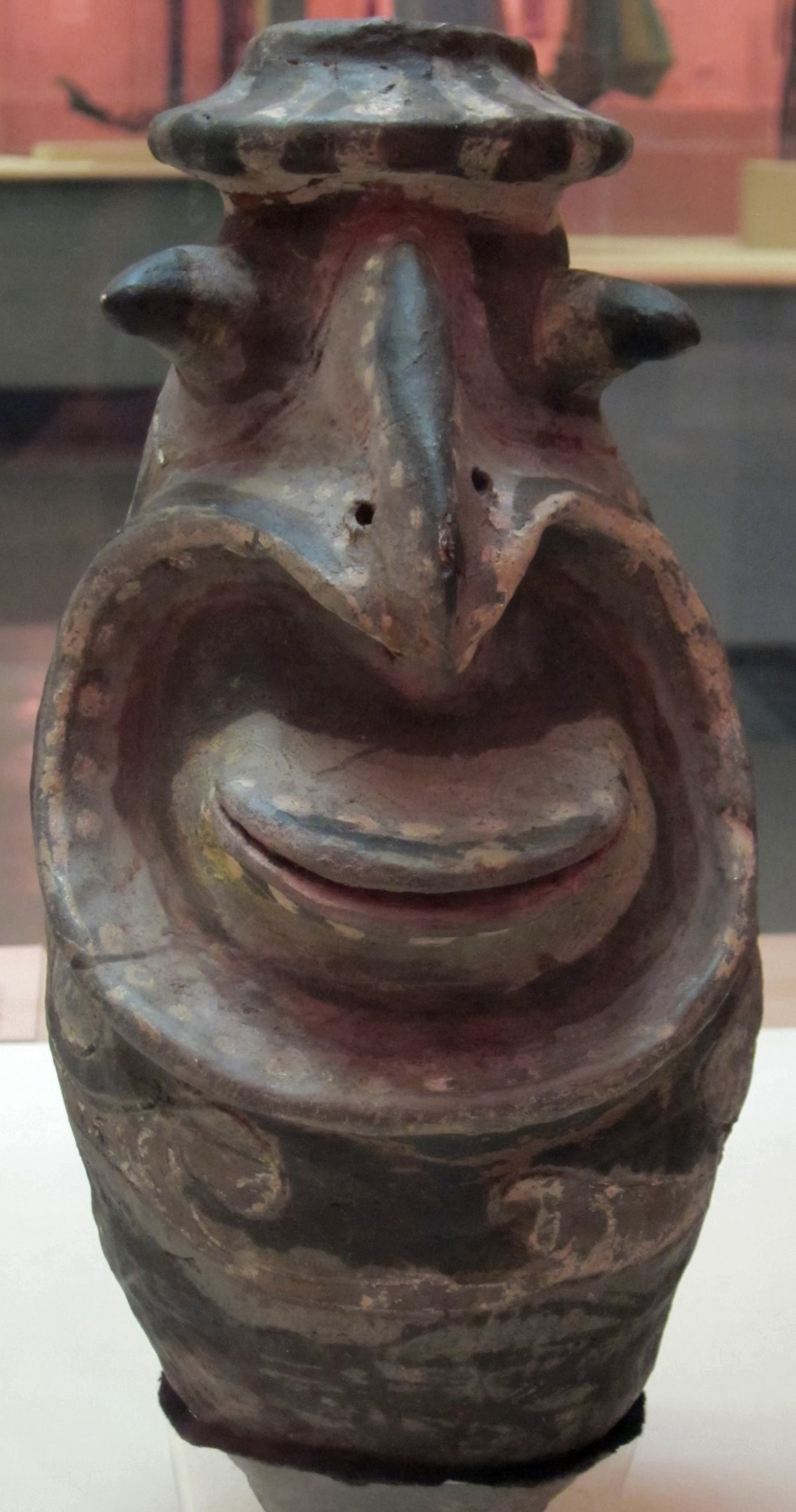
Carafe (Washkuk)

## Le fleuve Yuat
On doit beaucoup dans l'étude de cette région à l'ethnologue Margaret Mead. La statuaire est omniprésente avec une figuration très précise : le visage est projeté en avant des épaules et tient dans une forme ovale pointant vers le haut. les yeux sont souvent rehaussés par des cauris ; nez et bouche sont les éléments les plus réalistes. Le reste du corps a tendance à être compresser, comme réduit voire schématisé. Les personnages ainsi représentés sont souvent un ornement pour le faîtage, les bouchons de flûte (instrument cérémoniel). Outre ces statues, les masques forment un autre champ d'expression artistique ; ces masques sont de bois mais certains sont des œuvres de sparterie.

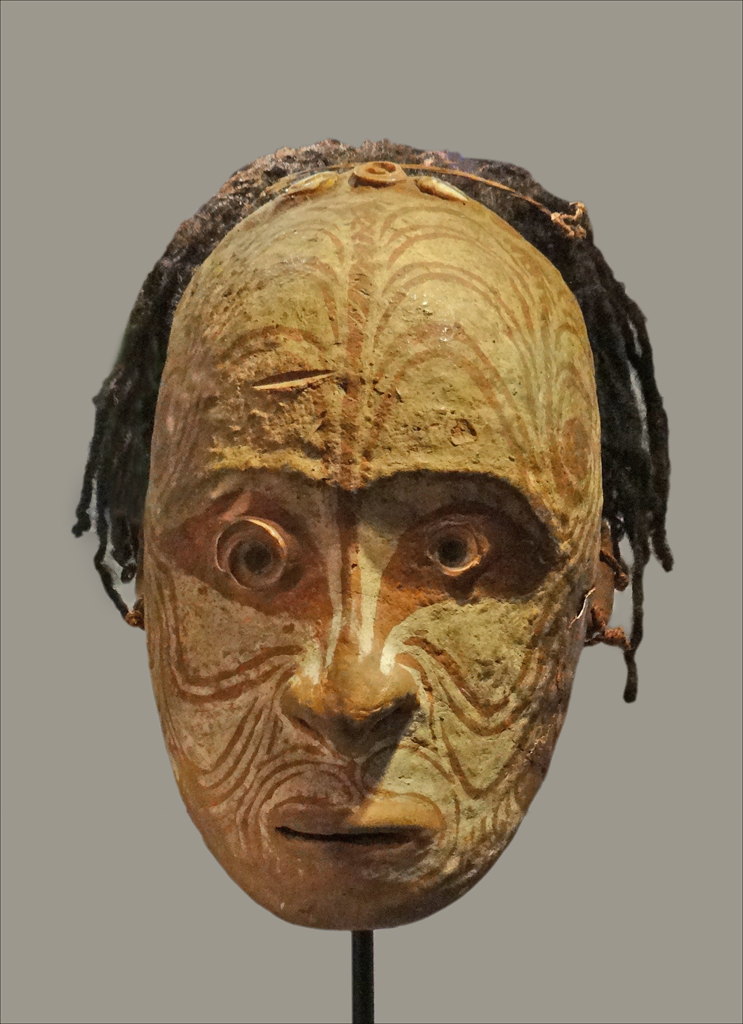
Crâne surmodelé (Yuat)

## Le Moyen-Sepik
Cette aire stylistique est de loin la plus connue et la plus vivante dans la recréation des formes antérieures. La sculpture est l'art majeur et envahit tous les supports où elle peut s'exprimer : propulseurs de lances, trompes en bois, tabourets, tambours... Ces derniers adoptent la forme bien connue du sablier et prend des tailles du simple ou double ! Tous les objets cités permettent le déploiement d'un bestiaire élaboré. À ces ustensiles, il faut ajouter les décors architecturaux dont la figure dominante est l'image de la parturiente ; sans oublier les très expressifs, grands masques de façade, en vannerie, aux couleurs chamarrées  -des objets particulièrement prisés des Surréalistes. Les figures masculines ne sont pas en reste, ce sont souvent le réceptacle spirituel des ancêtres ou des esprits de la Nature. Ils sont l'objet d'un culte. Les pirogues, moyen de transport essentiel dans cette région fluviale et marécageuse, sont aussi l'objet d'une attention ornementale particulière : nombre de proues imitent la forme du crocodile (figure majeure du panthéon local).

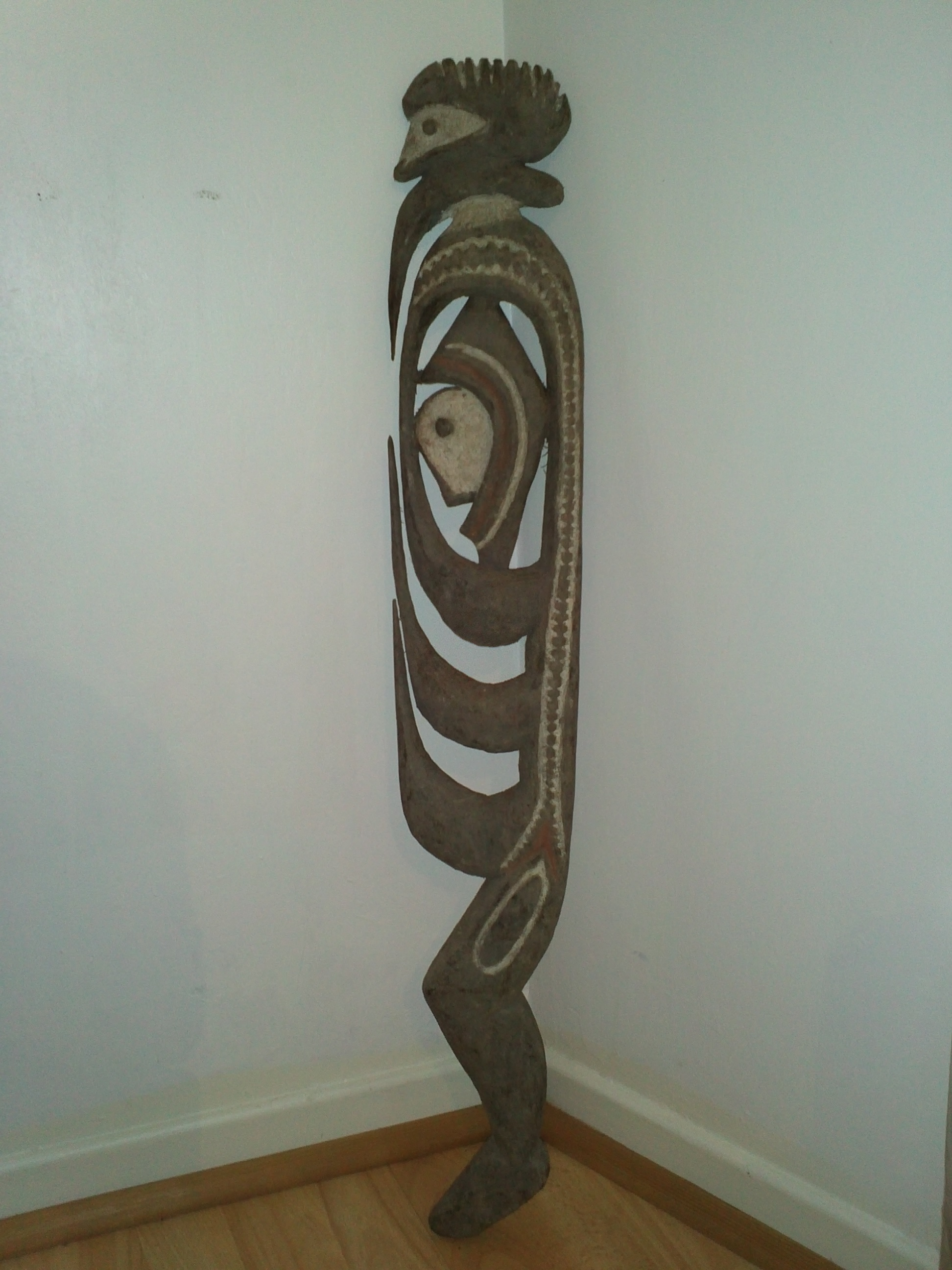
Statue Yipwon (Moyen-Sepik - région du fleuve Korewori)

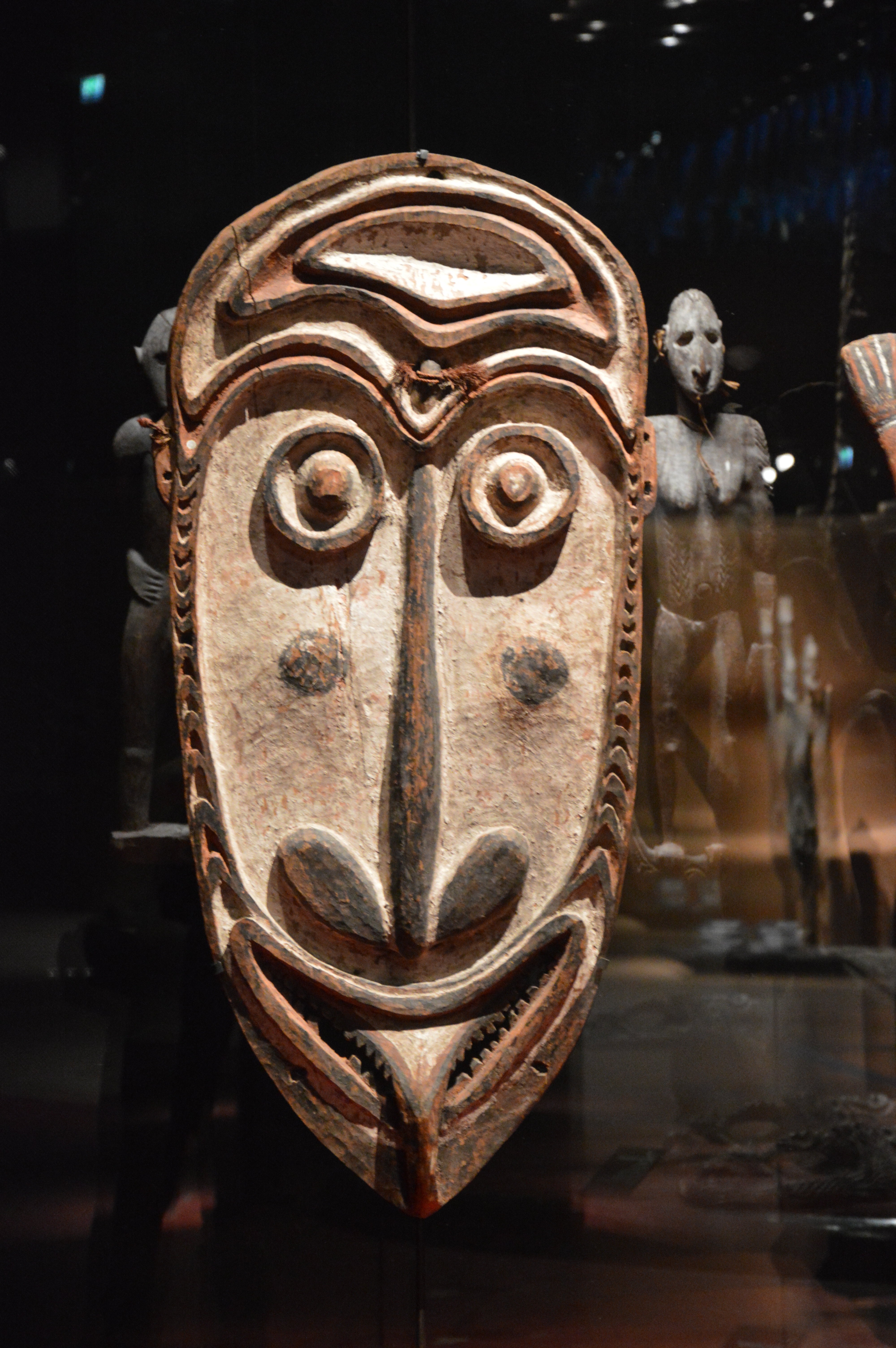
Masque de façade (Moyen-Sepik - Lac Chambri)

## LeGolfe de Papouasie
Cette aire stylistique semble aux antipodes de la précédente ; l'abstraction et le schématisme sont très importants, notamment dans la figure humaine (base de la décoration) laquelle est souvent réduite au nombril et à la bouche. La pièce maîtresse de cet espace est le gope, une planche votive pisciforme où figure dans un dessin simple mais expressif une figure anthropomorphe. Cette figure est souvent en ronde-bosse, peinte en blanche (couleur des esprits) et entourée d'un décor géométrique coloré (dominante des tons chauds).

## La côte asmat
Après le Moyen-Sepik, elle est la seconde zone d'art papou accessible au grand public, sûrement du fait de l'image coloniale du peuple asmat, féroces et irréductibles chasseurs de tête... leur environnement est peut-être l'un des pires au monde : une immense plaine marécageuse infestée de moustiques. Néanmoins, ce lieu de vie procure à l'art asmat autant son support (bois de palétuviers, de sagoutier et autres bois de la mangrove) que son inspiration, tout en lacis et rinceaux - schématisations de figures animales (roussette, calao) comme végétales. L'ocre rehaussé de chaux blanche sont les principales couleurs. Les pièces maîtresses sont bien sûr la statuaire humaine (après tout asmat signifie le peuple de bois, leur origine mythique étant des ancêtres en bois auxquels les esprits ont délié les articulations), les célèbres boucliers ou encore les proues de pirogue.

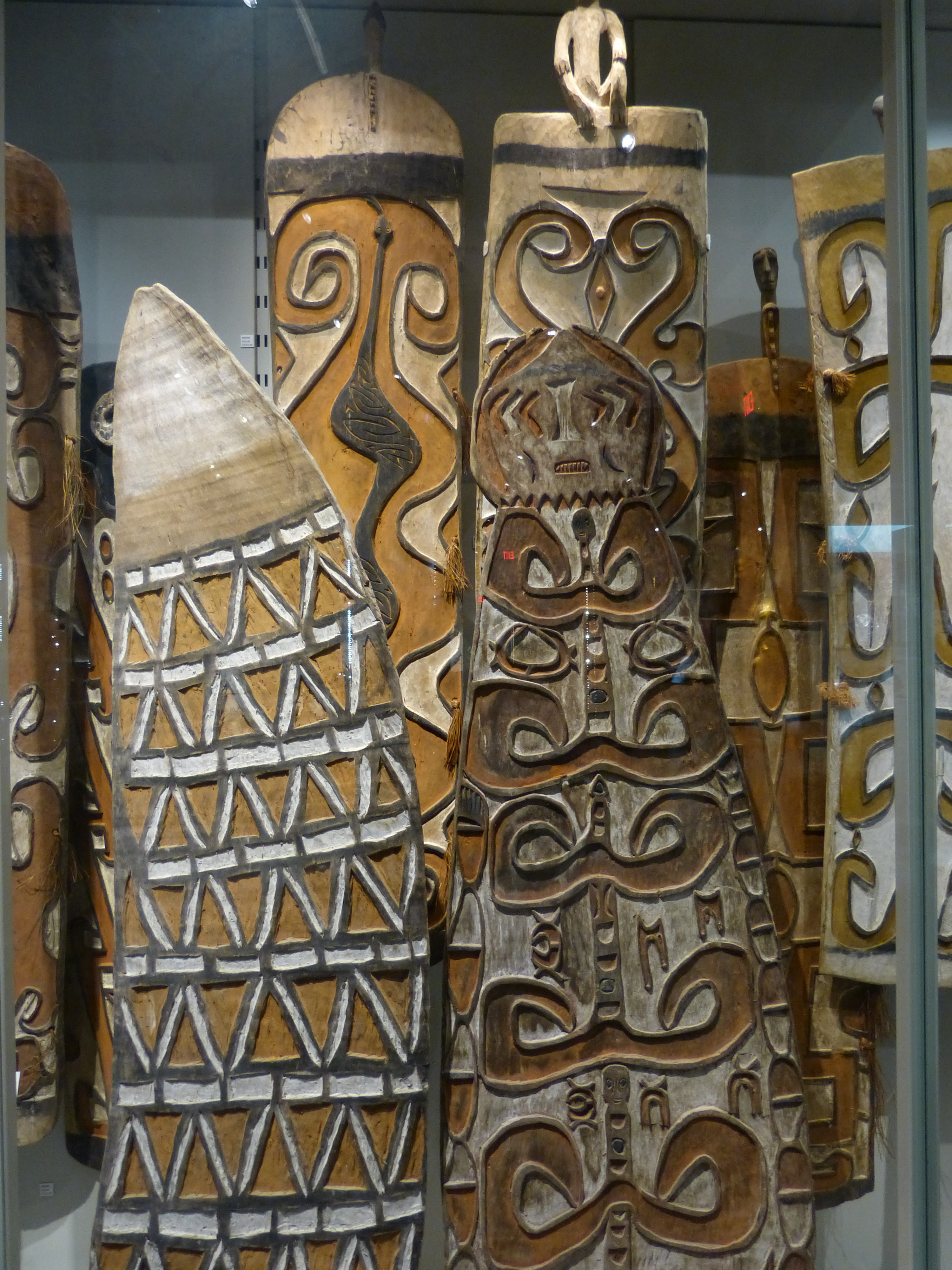
Boucliers asmat (Kabupaten d'Asmat)

## La Baie de Geelvink
Cette partie de la grande île de Nouvelle-Guinée forme un ensemble esthétique connu sous le nom de style korwar du nom de l'objet cultuel le plus connu, le korwar. Il s'agit d'une effigie de bois (parfois de pierre) figurant l'ancêtre défunt, lequel tient un panneau ajouré représentant possiblement l'arbre de vie ou la mue du serpent ; ces deux motifs (qui ne s'excluent pas l'un l'autre) signifiant symboliquement l'idée d'éternité et de renaissance.
Le travail du bois a été facilité dans cette partie de l'aire papoue par les contacts réguliers avec l'Asie du Sud-Est. Aussi les historiens de l'art avancent l'hypothèse d'une influence indonésienne dans la disposition des jambes des korwars : membres inférieurs repliés et servant d'appui aux membres supérieurs. Vus de profil, bras et jambes ainsi organisés forment un W, motif sculptural récurrent chez les peuples de l'aire indonésienne (voir par exemple, le bulul des Philippines). Outre ses reliquaires, l'aire de La Baie de Geelvink est aussi connu pour ses proues de pirogue ajourées.

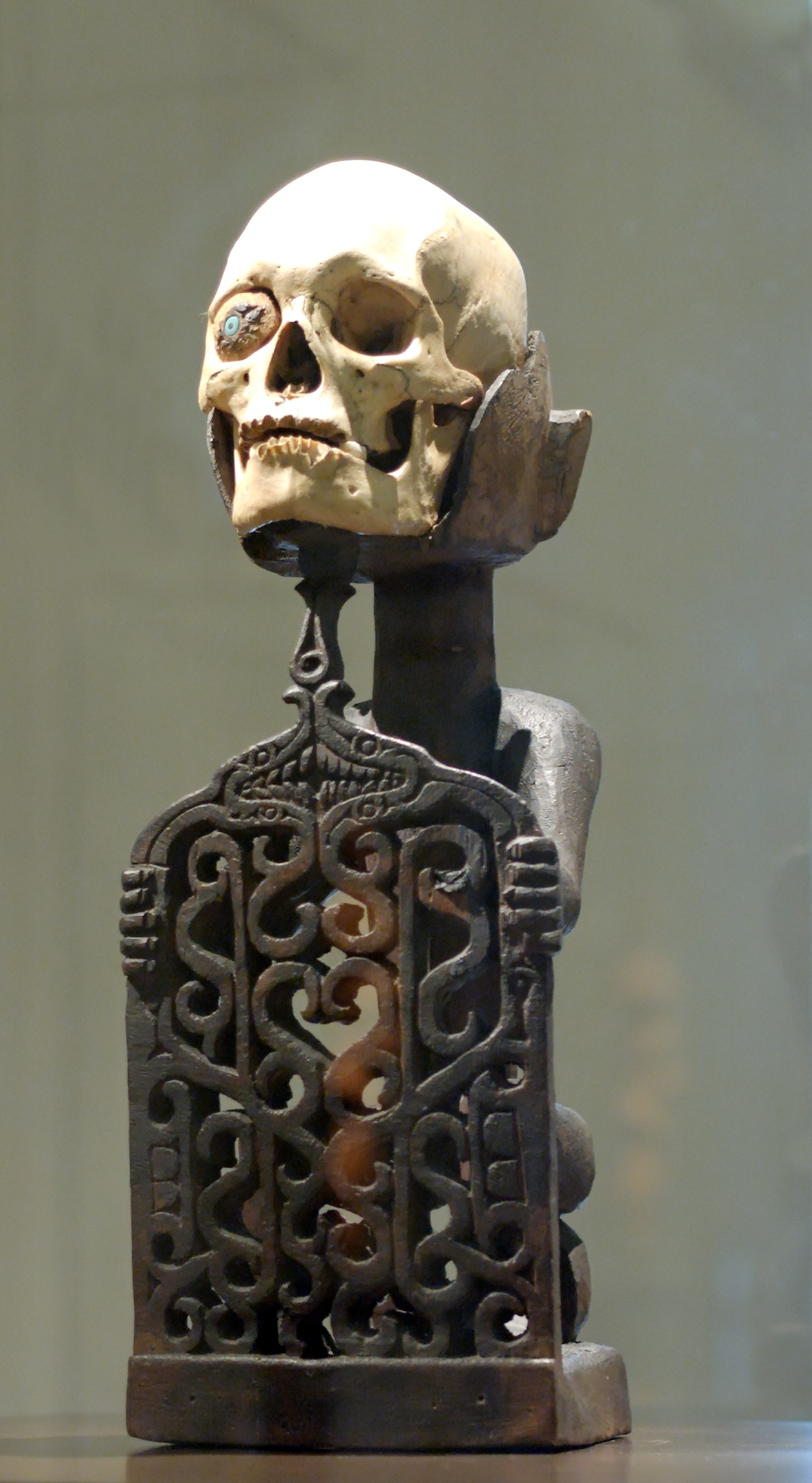
Korwar (Baie de Geelvink) au Musée du Louvre

## LaNouvelle-Bretagne
Dans cette grande île, les peuples Baining et Sulka sculptent de superbes masques en tapa renforcé par un complexe lacis en rotin qui set à la fois d'armature et de décor.

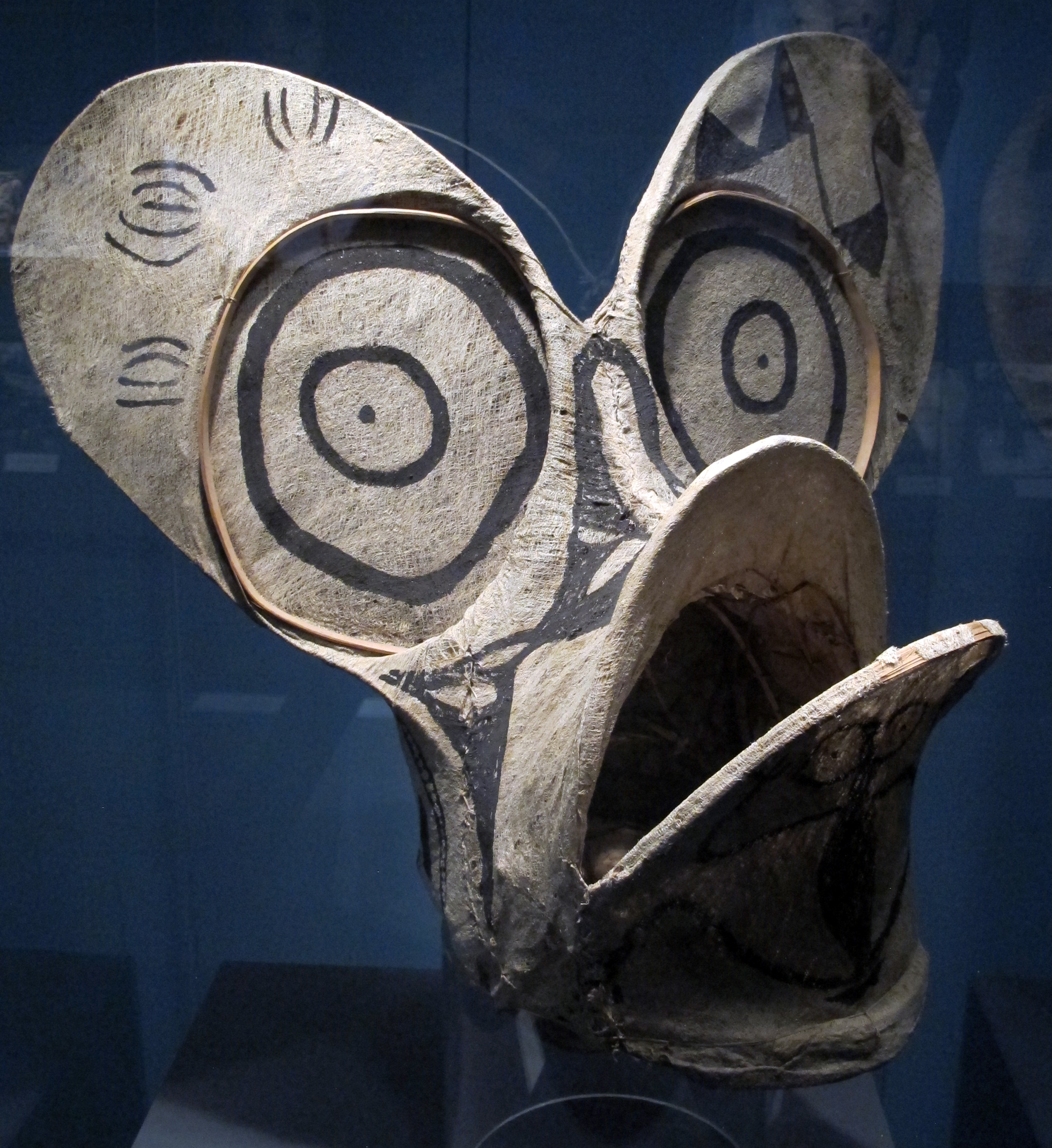
Masque de danse Baining (Nouvelle-Bretagne)

## Le Golfe Huon
La zone relativement isolée du fait des montagnes environnantes livre de très beaux plats circulaires, ouvragés de motifs humains et géométriques. La sculpture est représentée par des masques en tapa, particulièrement chez les Ömies,. Le bestiaires aviaire est aussi un ornement régulier des objets. Le golfe de Huon entre dans le système d'échange kula décrit au début du XXe par Bronisław Malinowski.

## L'aire massim
Cette aire,, est surtout connue pour son travail animalier sur les spatules à bétel, psychotrope de consommation courante. Les peuples massim livrent aussi d'élégantes massues de style schématique et à la décoration géométrique, toute en courbes et lacis.

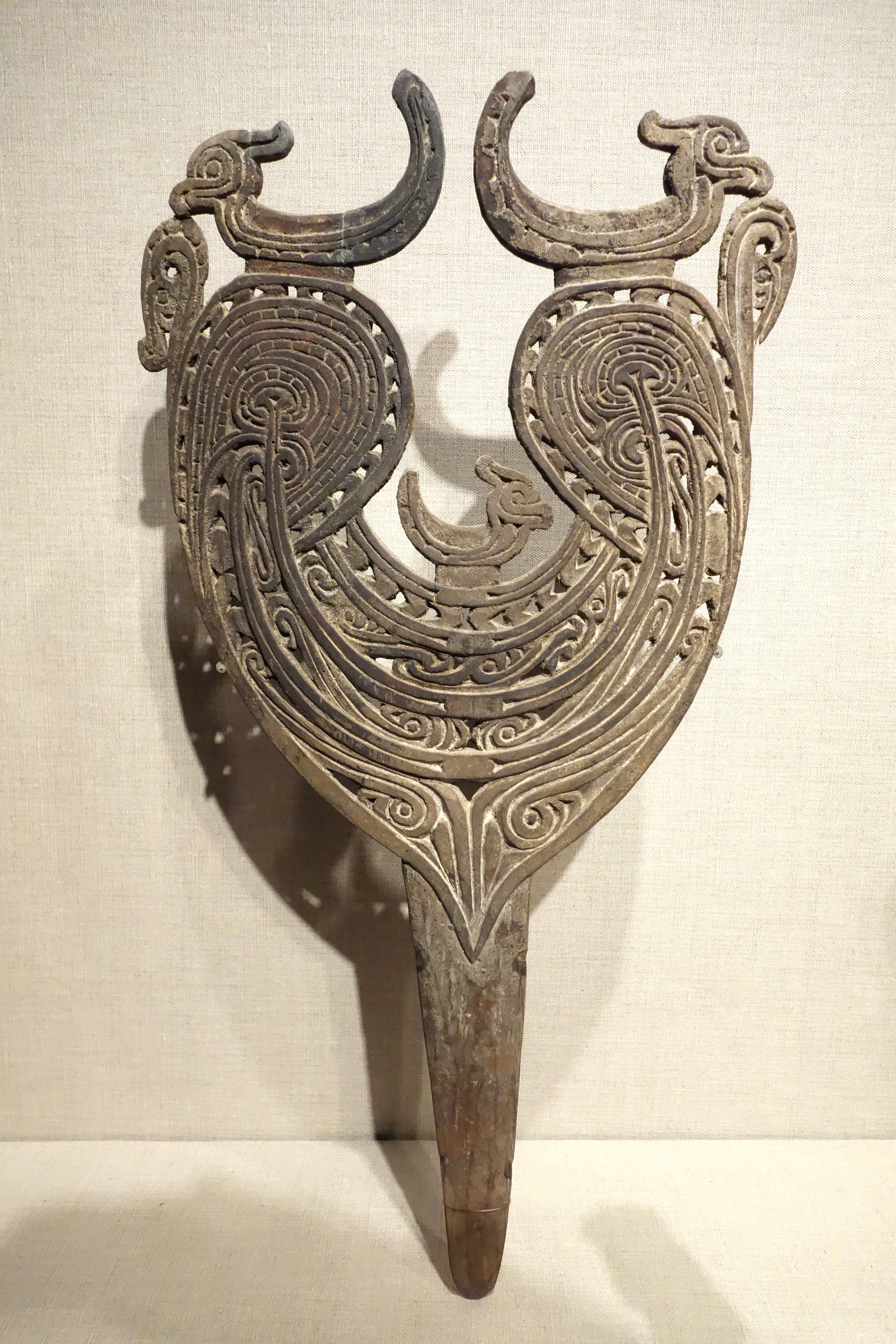
Spatule à chaux (Massim - îles Trobriand)

## La production contemporaine
À la suite de l'indépendance de la Papouasie-Nouvelle-Guinée acquise en 1975, le pays se cherche une identité nationale, notamment à travers la création d'un art national qui allierait les traditions des très nombreuses tribus qui composent ses habitants et un élan vers une inexorable modernité et tandis que le pays n'a aucune tradition de peinture. Timothy Akis, Jakupa Ako et Mathias Kauage deviennent les premiers artistes influents de leur pays, en faisant se refléter la culture indigène dans les formes d'art contemporain,.
Une œuvre majeure de cette renaissance artistique prend corps dans le bâtiment du Parlement du pays. Malgré l'absence de culture de la peinture jusque là, le renouveau tient aussi par l'affirmation d'une génération individualisée de peintres dont le représentant le plus célèbre est sans doute Mathias Kauage.
Plusieurs artistes contemporaines se sont distinguées pour la revitalisation de techniques ancestrales, comme la tatoueuse Julia Mage'au Gray ou au contraire pour leur œuvre résolument proche des techniques occidentales, telle que Gazellah Bruder, mais toujours à travers le prisme du genre,.

## Tourisme
Le Festival de Mount Hagen (en), inauguré dans les années 1950, rassemble annuellement dans la ville éponyme un « concours de beauté » un grand nombre de Papous des Hautes Terres ; un autre festival papou annuel est donné à Goroka (en). Ce sont des attractions touristiques d'importance : les voyagistes s'alignent généralement sur les dates de ces événements pour leur circuits en Papouasie-Nouvelle-Guinée.